# Hotel Méridien Montparnasse
L'hotel Méridien Montparnasse és un gratacel situat a París, França, al  14è districte, prop de la gare Montparnasse. Amb 953 cambres, és un dels edificis més grans de París, amb un altre gratacel, l'hotel Concorde Lafayette, com ell construït el 1974.
Inicialment construït per la cadena Sheraton, l'hotel passà després a la cadena Le Méridien; aquesta ha conegut diverses recompres, de les quals la darrera en data pel grup  Starwood, que té entre altres la Sheraton.